# Nikołaj Wałujew
Nikołaj Siergiejewicz Wałujew, ros. Николай Сергеевич Валуев, (ur. 21 sierpnia 1973 w Leningradzie) – rosyjski bokser, były dwukrotny zawodowy mistrz świata organizacji WBA w kategorii ciężkiej, polityk.

## Życiorys

### Początki kariery
Jest jednym z najwyższych i najcięższych bokserów świata – mierzy 213 cm wzrostu i waży ok. 150 kg. Na amatorskim ringu stoczył 15 walk, a karierę boksera zawodowego rozpoczął w wieku dwudziestu lat. Swój pierwszy pojedynek stoczył w październiku 1993, pokonując Amerykanina Johna Mortona przez techniczny nokaut w drugiej rundzie.
W maju 1999 stoczył walkę z Andreasem Sidonem, która później została uznana za nieodbytą (no contest). Sidon już w pierwszej rundzie był dwukrotnie liczony. W trzeciej rundzie sędzia zakończył pojedynek (ku niezadowoleniu widowni, która zaczęła buczeć i rzucać różne przedmioty w jego kierunku) i opuścił ring. Sidon namówił jednak Wałujewa do dalszej walki przez kolejne trzy rundy. Właśnie z powodu walki bez sędziego uznano ten pojedynek za nieodbyty.
W swojej dwudziestej pierwszej walce Wałujew zdobył tytuł zawodowego mistrza Rosji, nokautując już w pierwszej rundzie Aleksieja Warakina. W kolejnych walkach spotykał się z coraz bardziej wymagającymi rywalami. Pokonał między innymi na punkty Tarasa Bidenkę i Boba Mirovica, a przed czasem kolejno Paolo Vidoza, Geralda Noblesa (dyskwalifikacja za uderzenia poniżej pasa), Atillę Levina (po tej walce ogłosił zakończenie kariery) oraz Clifforda Etienne'a.
W październiku 2005 stoczył z Larrym Donaldem walkę eliminacyjną, decydującą o tym, kto stanie do pojedynku o tytuł mistrza świata organizacji WBA z Johnem Ruizem. Po wyrównanej walce sędziowie decyzją większości przyznali zwycięstwo Wałujewowi. Wielu komentatorów uznało to rozstrzygnięcie za bardzo kontrowersyjne.

### Pierwszy tytuł mistrza świata WBA
Do mistrzowskiego pojedynku między Ruizem i Wałujewem doszło 17 grudnia 2005. Ta walka także zakończyła się kontrowersyjnym wynikiem podjętym decyzją większości. Obóz Wałujewa słaby występ Rosjanina tłumaczył później kontuzją prawej ręki, odniesioną przed walką i ukrywaną w obawie przed niedopuszczeniem go do pojedynku. Wałujew został pierwszym rosyjskim zawodowym mistrzem świata. Jest też najwyższym i najcięższym mistrzem świata w historii.
Pierwsza obrona mistrzowskiego pasa nastąpiła 30 czerwca 2006. Pretendentem do tytułu był Jamajczyk Owen Beck. Rosjanin bez problemu wygrał walkę przez techniczny nokaut w trzeciej rundzie. O wiele więcej sił kosztowała go następna walka, z Monte Barrettem. Amerykanin przez długi czas stawiał mu opór. Wałujew położył go na deskach dopiero w ósmej rundzie, a następnie dwa razy w jedenastej. Po trzecim knockdownie na ring wskoczył trener Amerykanina wymuszając na sędzim przerwanie walki. Po tych dwóch walkach obóz Rosjanina był powszechnie krytykowany za to, że wybiera rywali spośród słabszych pięściarzy, niezasługujących na walkę o mistrzostwo świata.

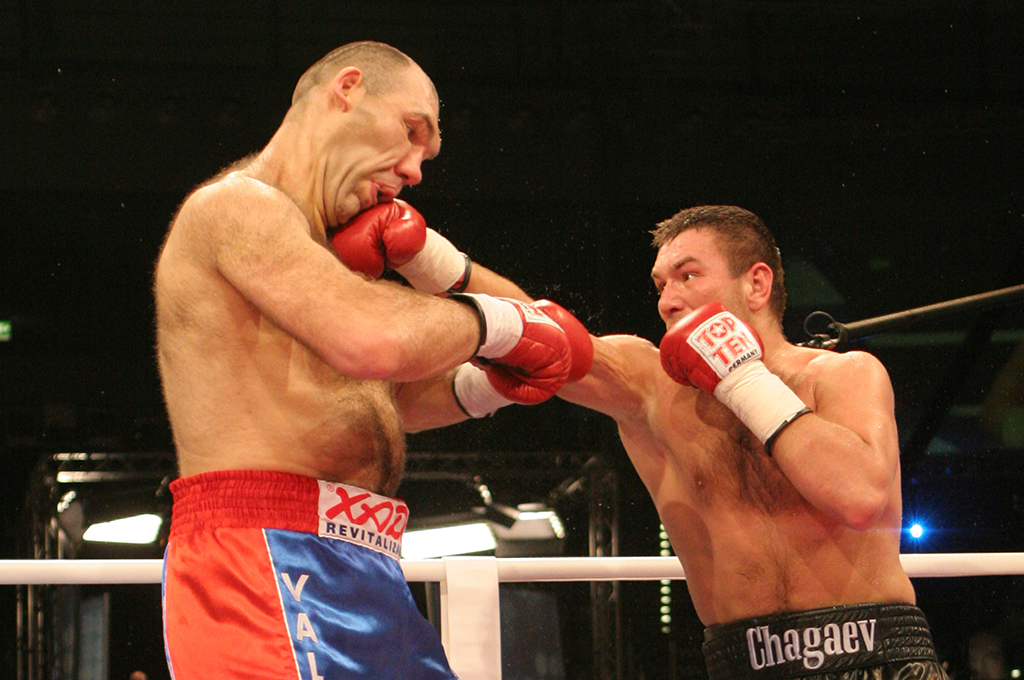
Wałujew kontra Czagajew (2007)

Trzecia obrona miała miejsce 20 stycznia 2007. Wałujew zmierzył się w niej z innym olbrzymem, Jameelem McCline’em. Walka ta jest uważana za "największą" walkę mistrzowską, ponieważ obaj pięściarze ważyli razem ok. 270 kg. Była to też pierwsza walka o mistrzostwo świata kategorii ciężkiej zorganizowana w Szwajcarii. Pojedynek zakończył się zwycięstwem Rosjanina w trzeciej rundzie po przypadkowej kontuzji kolana odniesionej przez McClaine'a podczas wyprowadzania ciosu.
14 kwietnia 2007 w Stuttgarcie stracił tytuł mistrza świata, przegrywając na punkty z Uzbekiem Rusłanem Czagajewem.

### Dalsza kariera
Na ring powrócił 29 września 2007, pokonując na punkty niepokonanego wcześniej Kanadyjczyka Jeana-François Bergerona. 16 lutego 2008 w pojedynku eliminacyjnym WBA pokonał zdecydowanie na punkty Białorusina Siarhieja Lachowicza, został oficjalnym pretendentem do tytułu, otrzymał prawo do walki rewanżowej z Czagajewem i szansę na odzyskanie utraconego rok wcześniej pasa mistrzowskiego.

### Drugi tytuł mistrza świata WBA
Do pojedynku z Czagajewem miało dojść 5 lipca 2008, jednak Uzbek wycofał się z powodu kontuzji. W konsekwencji Wałujew zmierzył się 30 sierpnia z Johnem Ruizem. Stawką walki był tytuł mistrza świata WBA, ponieważ Czagajew został ogłoszony "mistrzem w zawieszeniu" (champion in recess). Rosjanin pokonał Ruiza jednogłośnie na punkty i zdobył pas mistrzowski. 20 grudnia 2008 w Zurychu obronił tytuł mistrza świata federacji WBA, niejednogłośnie pokonując na punkty Evandera Holyfielda. Wynik tej walki wywołał wiele kontrowersji, część komentatorów oraz widzowie uważali, że zwycięstwo należało się Amerykaninowi. 7 listopada 2009 w Norymberdze przegrał niejednogłośnie na punkty z Davidem Haye’em w stosunku 114:114, 112:116 i 112:116 i stracił swój pas mistrzowski.

### Kariera filmowa
W 2006 Wałujew wystąpił w filmie "7 krasnoludków: Las to za mało – historia jeszcze prawdziwsza".  W 2008 Wałujew wystąpił w głównej roli w filmie fabularnym produkcji rosyjskiej – Kamienny łeb.

### Polityka
W 2011 wystartował w wyborach parlamentarnych zdobywając mandat z listy partii Jedna Rosja.

### Choroba
W 2019 ujawnił, że od lat jest chory na akromegalię (która odpowiadała też za jego wzrost) i przeszedł kilka operacji guzów przysadki mózgowej, jednak nie wszystkie guzy udało się usunąć.